# Mario Roselli Cecconi
Mario Roselli Cecconi (Firenze, 9 ottobre 1881 – Saragozza, 17 gennaio 1939) è stato un militare italiano, combattente della guerra italo-turca e della prima guerra mondiale, volontario nella guerra d'etiopia, primo centurione del battaglione mitraglieri frecce nere, morto nella guerra civile spagnola e decorato con la medaglia d'oro al valor militare.

## Biografia
Mario Roselli Cecconi nacque dalla nobile famiglia patrizia di Arezzo, visse tra Firenze e Bastia in Corsica.
Dal 1899 al 1904 studiò all'Accademia navale di Livorno, dal 1906 al 1910 viaggiò tra Cina e Giappone, tra il 1911 ed il 1912 partecipò alle campagne in Libia e nel Dodecaneso durante la Guerra italo-turca, poi combatté la prima guerra mondiale, quindi partecipò alla Guerra d'Etiopia dal 1935 al 1936, ed infine si arruolò volontario nella Guerra civile spagnola dove morì col grado di primo capitano nel battaglione mitraglieri delle frecce nere (Corpo Truppe Volontarie).
Fu capitano di corvetta e seniore della milizia. Ricevette tre medaglie d'argento al valor militare ed una medaglia d'oro al valor militare che venne aggiunta, il giorno 28 novembre 1939, dal Federale di Firenze al medagliere della Società Leonardo da Vinci, fra quella di Gabriele D'Annunzio e quella del generale Adolfo Leoncini.
A queste cinque campagne che seguono il periodo dell'Accademia navale, le prime tre come Ufficiale di Marina e le altre due come Ufficiale della Milizia, è opportuno aggiungere che nei quindici anni interposti tra la fine della Grande Guerra e la campagna in A.O. egli ha insegnato francese, inglese, geografia, storia e cultura coloniale all'Istituto Agricolo Coloniale di Firenze. Per questi meriti gli fu conferita la Stella al Merito Coloniale.

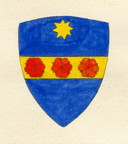
Arma Roselli Cecconi

## Curiosità
Il Tenente di Vascello Mario Roselli Cecconi scrisse, alla fine del 1917, il testo dell'inno del Reggimento San Marco con le musiche del maestro Luigi Musso; l'inno divenne ufficiale nel 1932.
Il 25 Aprile 1941 venne varata la motonave Mario Roselli che nel 1942 venne incorporata nel naviglio ausiliare di guerra della Regia Marina e fu coinvolta nei fatti dell'Eccidio di Cefalonia.